# Fidenes
|  | Per a altres significats, vegeu «Fidenes (desambiguació)». |

Fidenes (llatí: Fidenae grec antic: Φιδήνη) va ser una antiga ciutat del Latium a l'esquerra del Tíber, a la via Salària, a uns 8 km (40 estadis) de Roma.
Era una ciutat llatina i Virgili l'esmenta com una de les colònies fundades pels reis d'Alba Longa. Dionís d'Halicarnàs explica que Fidenae, Crustumerium i Nomentum van ser fundades per colons d'Alba Longa dirigits per tres germans. El germà més gran va fundar Fidenae. Plini el Vell esmenta la ciutat entre les que feien sacrificis al Mont Albà. Titus Livi diu que la ciutat era d'origen etrusc i que va estar aliada amb Veïs; també diu que els habitants de Fidenae van aprendre llatí per les seves relacions comercials amb colons romans. Les relacions amb Veïs són certes però Fidenae no es va relacionar amb cap altra ciutat etrusca que se sàpiga.
Fidenes va entrar en guerra amb Roma molt aviat, degut a la seva proximitat, ja en temps de Ròmul. Segons Plutarc la ciutat, juntament amb Caenina i Antemnae, va participar en la guerra que es va lliurar després de la festa de la Consuàlia, on es va produir el rapte de les sabines que va portar a la violació de les dones. Titus Livi i Dionís d'Halicarnàs esmenten les lluites i duen que Ròmul va ocupar la ciutat i que hi va establir una colònia de 300 homes (Plutarc dona 2500 colons). Si això va ser així no n'han quedat rastres. Al regnat de Numa, la ciutat de Fidenae era independent i tenia pacífiques relacions amb Roma, però amb el seu successor Tul·li Hostili va tornar a guerrejar, ara aliada amb Veïs i els romans van derrotar les forces combinades sota les muralles de la ciutat de Fidenae que va quedar assetjada per Tul·li Hostili i es va haver de rendir. Després la ciutat va lliurar altres guerres contra Anc Marci i Tarquini Prisc, i segons els autors romans tots dos reis la van conquerir i fins i tot hi van establir una colònia romana, però això és bastant dubtós.
En el temps posterior la ciutat era aliada a la Lliga llatina, i més tard aliada als sabins per tornar després a la lliga llatina, fins que l'any 496 aC, abandonada pels seus aliats, es va veure obligada a rendir-se a Roma. A la llista de ciutats confederades feta per Dionís d'Halicarnàs el 493 aC ja no apareix, i la ciutat ves va mantenir tranquil·la per un temps però l'any 438 aC altre cop es va aliar amb Veïs, i amb la mort dels ambaixadors romans destacats a la ciutat es va trencar tota possibilitat d'acord amb Roma. Aulus Corneli Cos va vèncer les forces combinades de les dues ciutats sota les muralles de Fidenae i pocs anys després la ciutat va ser conquerida i sotmesa de nou. El 426 aC Fidenes es va aliar una vegada més amb Veïs però Tit Quint Cincinnat Penne la va ocupar altre cop en el fet anomenat Captura de Fidenes. La ciutat va ser incendiada i els habitants venuts com esclaus.
La ciutat ja no torna a aparèixer més a la història amb excepció d'un llegendari relat de Varró que esmenta que les ciutats de Fidenae, Ficulea, i altres veïnes es van rebel·lar quan els gals van ocupar Roma després de la batalla de l'Àl·lia l'any 389 aC.
Si encara existia llavors no era gaire més que una petita ciutat que va acabar com a llogaret al segle i aC. A la meitat d'aquest segle l'esmenta Ciceró i diu que era un poblet pobre i decadent, i Estrabó diu que era un lloc propietat d'una sola persona. Horaci l'esmenta com un llogaret desert junt amb Gabii, i Juvenal també parla de les dues ciutats i diu que eren pobres llogarets rústics. Però pel que diu Ciceró se sap que encara que pobre i decadent tenia rang municipal i Juvenal parla també dels magistrats locals que apareixen en algunes inscripcions. Plini el Vell diu que era una ciutat llatina que ja no existia però això és un error, ja que com ell mateix diu estava situada en aquell temps a Sabínia (i no al Latium, ja que el riu Anio s'havia deixat com a límit entre les dues regions i Fidenae, igual que Nomentum, va passar així a Sabínia) i dins la quarta regió d'August.
En el regnat de Tiberi va caure un amfiteatre provisional construït de fusta per una lluita de gladiadors a la ciutat, i segons Tàcit van morir o resultar ferides 50.000 persones. Aquesta és la darrera menció de la ciutat que apareix encara a la Taula de Peutinger com una estació o Mansio a la via Salària. Algunes inscripcions i registres eclesiàstics permeten prolongar la seva existència fins al segle vii, quan tot rastre desapareix.
No en queden ruïnes però s'ha pogut fixar el seu emplaçament a Castel Giubileo, a un turó prop del Tíber i a l'antiga via Salària.